# Иссельбах
Иссельбах (нем. Isselbach) — община в Германии, в земле Рейнланд-Пфальц. 
Входит в состав района Рейн-Лан. Подчиняется управлению Диц.  Население составляет 413 человек (на 31 декабря 2010 года). Занимает площадь 7,19 км².
Город подразделяется на 3 городских района.